# Queso egipcio

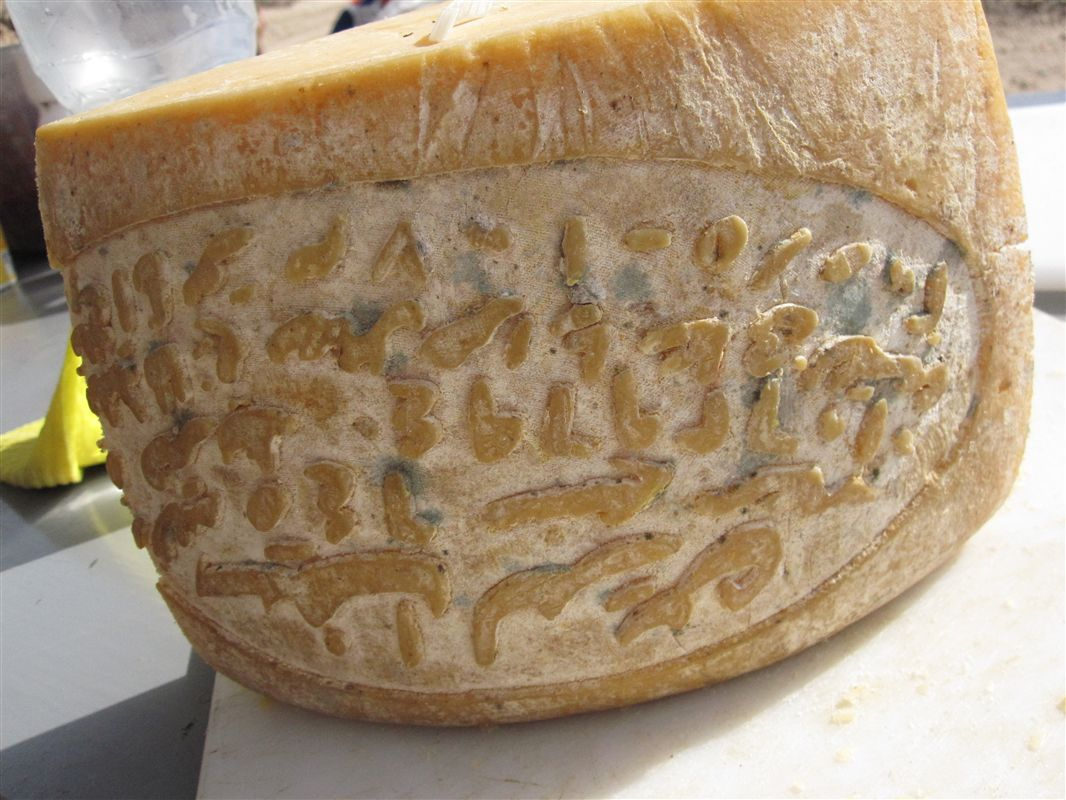
Queso Rumi

El queso en Egipto (en egipcio, جبنة مصرية gebna masri) tiene una larga historia, y sigue siendo una parte importante de la dieta egipcia. Hay evidencia de la fabricación de queso hace más de 5,000 años en la época de la Primera Dinastía de Egipto. En la Edad Media, la ciudad de Damieta era famosa por su queso blanco y suave. El queso también se importó, y el queso amarillo duro común, rumi, toma su nombre de la palabra árabe para «romano». Aunque muchas personas de las zonas rurales todavía producen su propio queso, especialmente los quesos fermentados, los quesos producidos en masa son cada vez más comunes. El queso se sirve a menudo con el desayuno y se incluye en varios platos tradicionales, e incluso en algunos postres.

## Antiguo Egipto

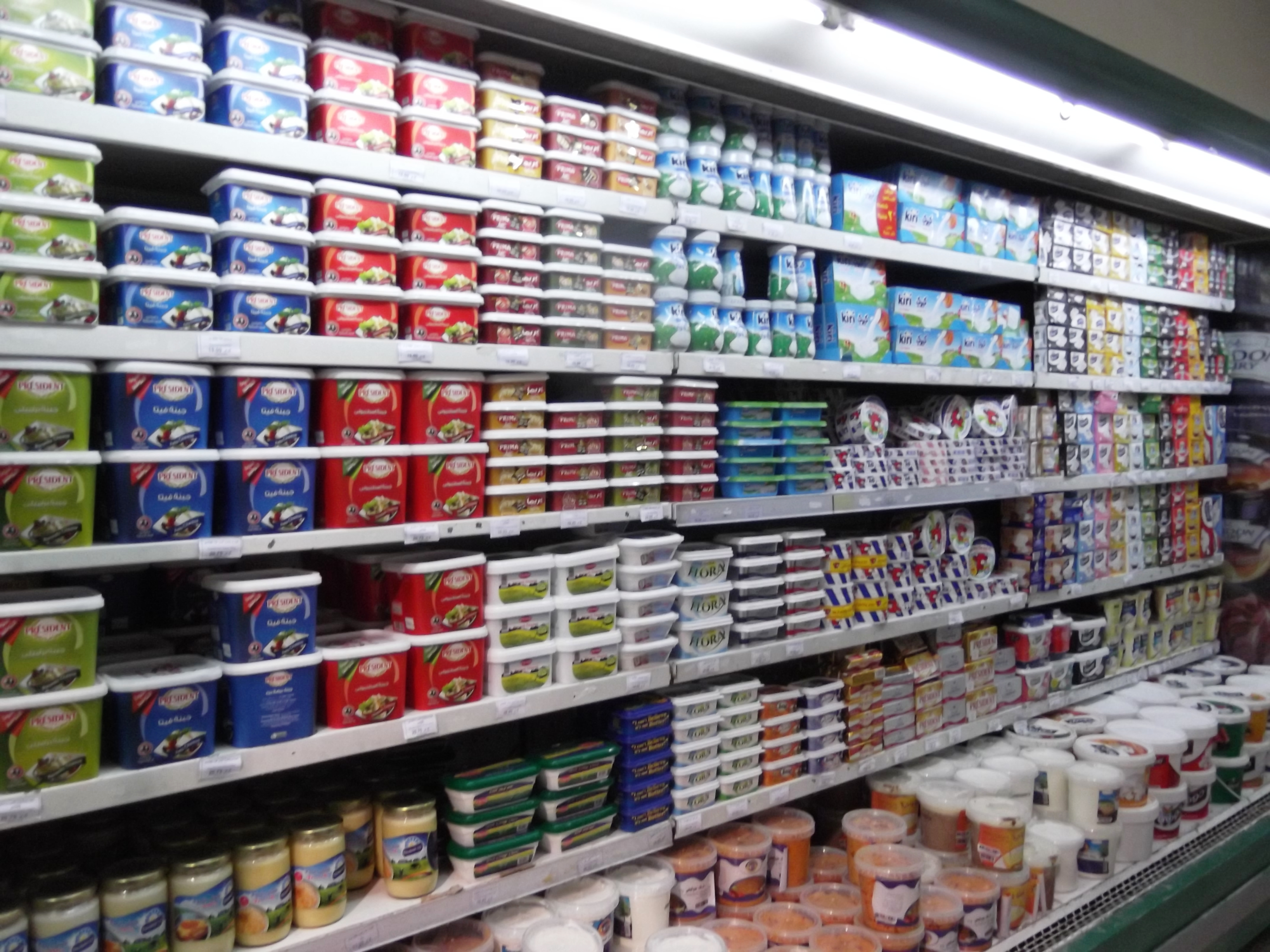
Quesos locales en supermercado egipcio

Se cree que el queso se originó en el Medio Oriente. La fabricación de queso se representa en murales en tumbas egipcias desde el 2.000 a. C. Dos frascos de alabastro encontrados en Saqqara, que datan de la Primera Dinastía de Egipto, contenían queso. Estos fueron colocados en la tumba alrededor de 3.000 ac. Probablemente eran quesos frescos coagulados con ácido o una combinación de ácido y calor. Una tumba anterior, la del Rey Hor-Aha, también puede haber contenido queso que, según las inscripciones jeroglíficas en los dos frascos, parece ser del Alto y Bajo Egipto. Las ollas son similares a las que se usan hoy en día cuando preparas mish.
El requesón se hizo en el antiguo Egipto al batir la leche en una piel de cabra y luego filtrar el residuo con una estera de caña. El Museo de Agricultura del Antiguo Egipto muestra fragmentos de estas alfombras. En el siglo III a. C. hay registros de quesos importados de la isla griega de Chios, con un impuesto de importación del veinticinco por ciento cobrado.
Según el filósofo medieval Al-Isra'ili, en su día había tres tipos de queso: «un queso fresco y húmedo que se consumía el mismo día o cerca de él; había un queso viejo y seco; y un medio uno en el medio». El primero habría sido un queso sin madurar hecho localmente de leche agria, que puede o no haber sido salado. Los quesos secos viejos a menudo se habrían importado, y los quesos se maduraron con enzimas de cuajo o bacterias. La naturaleza del queso «mediano» es menos cierta y puede haberse referido a quesos frescos conservados, leche evaporada o queso similar al paneer indio, donde la adición de jugos de vegetales hace que la leche se coagule.

### En la Edad Media
El queso medieval egipcio usaba principalmente leche de búfalo o de vaca, con un menor uso de leche de cabra y oveja que en otros países de la región. Damietta en la costa mediterránea fue la zona principal donde se fabricaba queso para el consumo en otras partes del país. Damietta era conocida no solo por sus búfalos sino también por sus vacas Khaysiyya, de las cuales se hizo el queso Kaysi. El queso Khaysi se menciona ya en el siglo XI a. C. Un autor del siglo XV describe el queso que se lava, lo que puede implicar que fue salado en salmuera. Por lo tanto, puede haber sido un antepasado del queso Dumyati moderno, producido hoy en el distrito de Damietta. [11] El queso frito (جبنة مقلية gebna maqleyya) era un alimento común en Egipto en la Edad Media, cocinado en aceite y servido con pan por vendedores ambulantes. Tanto los pobres como los ricos comían queso frito, y algunos de los sultanes mamelucos lo consideraban un manjar. 

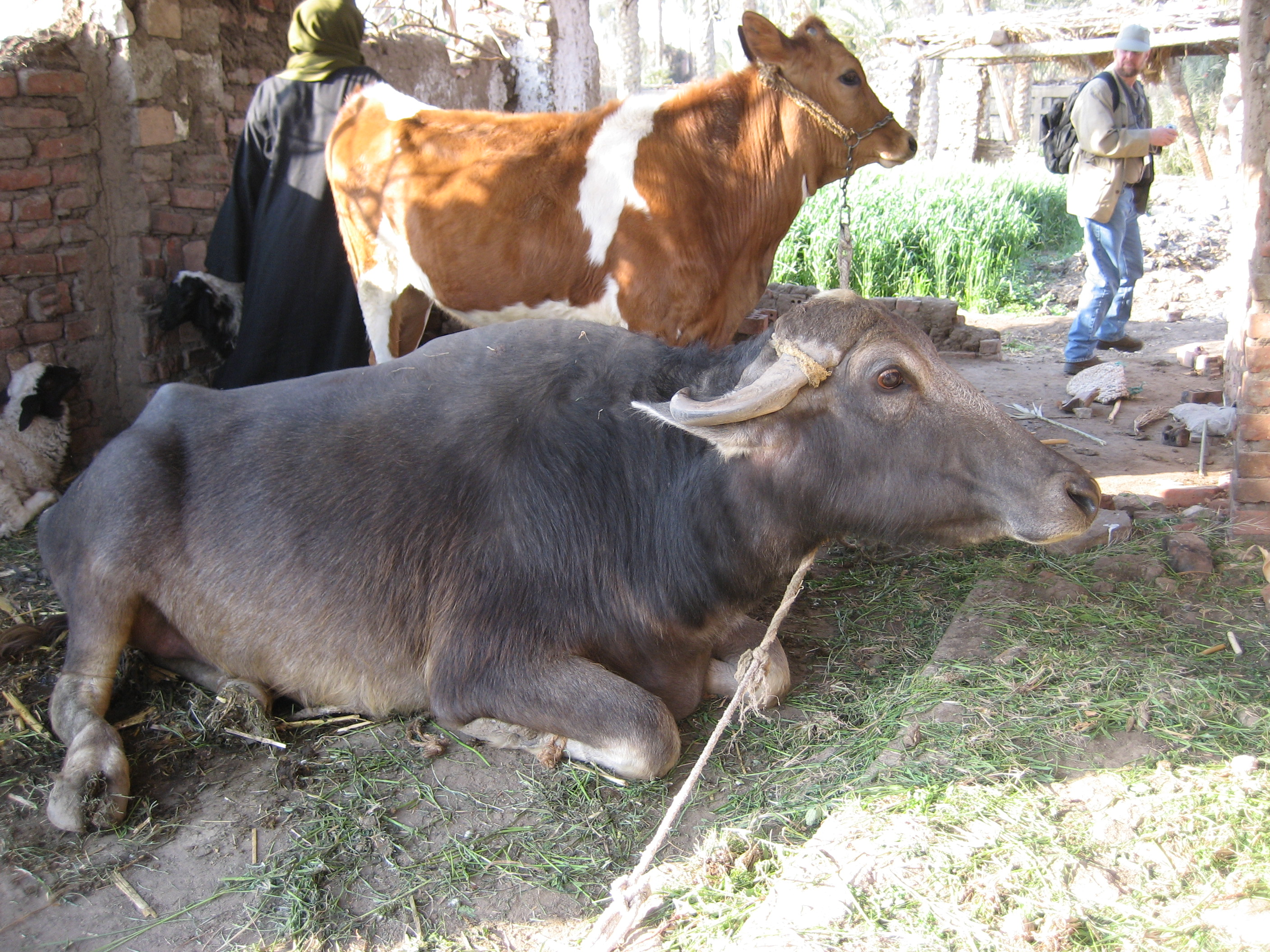
Los búfalos y el ganado vacuno son las dos fuentes de leche utilizadas para el queso domiati en Egipto

Un escritor del siglo XVII describió a Mishsh como el «queso azul qarish que se mantuvo durante tanto tiempo que cortó la cola del ratón con su nitidez ardiente y el poder de su salinidad». Los campesinos egipcios comían este queso con pan, puerros o cebollas verdes como parte básica de su dieta. Parece que el bichito hecho y comido por la gente del campo hoy en día es esencialmente el mismo queso.  Los egipcios también importaron queso de Sicilia, Creta y Siria en la Edad Media.

### En elsigloXXI
La producción de quesos en escabeche aumentó de 171,000 toneladas en 1981 a 293,000 toneladas en 2000, casi todas consumidas localmente. Las importaciones de queso a Egipto alcanzaron un máximo de 29.000 toneladas en 1990, pero con el establecimiento de fábricas modernas, el volumen de las importaciones había descendido a menos de 1.000 toneladas en 2002. Entre 1984 y 2007, la producción de quesos de todo tipo en Egipto aumentó de manera constante de alrededor de 270,000 toneladas a más de 400,000 toneladas. En 1991, aproximadamente la mitad del queso todavía se hacía usando métodos tradicionales en áreas rurales, y la otra mitad se hacía usando procesos modernos. El queso Domiati común era fabricado por lecherías privadas utilizando pequeños lotes de leche de 500 kilogramos (1,100 lb) y en grandes plantas gubernamentales en lotes de cinco toneladas. La compañía estatal Misr Milk and Food Co. tenía nueve plantas con una capacidad anual de 13,000 a 150,000 toneladas de productos lácteos.
El consumo anual de quesos en escabeche se estimó en 4.4 kilogramos (9.7 lb) en 2000. En 2002, se estimó que más de un tercio de la producción de leche egipcia se usaba para elaborar quesos en escabeche tradicionales o quesos tipo feta ultrafiltrados. El queso domiati ahora contiene menos leche de búfalo que en el pasado. La grasa de la leche de vaca se reemplaza en parte por aceites vegetales para reducir el costo y conservar el color blanco esperado por los consumidores. Se han introducido varios otros cambios, como el tratamiento térmico obligatorio de la leche, pero los fabricantes se han esforzado por conservar el sabor familiar, la textura y el aspecto de los quesos.

## Cocina

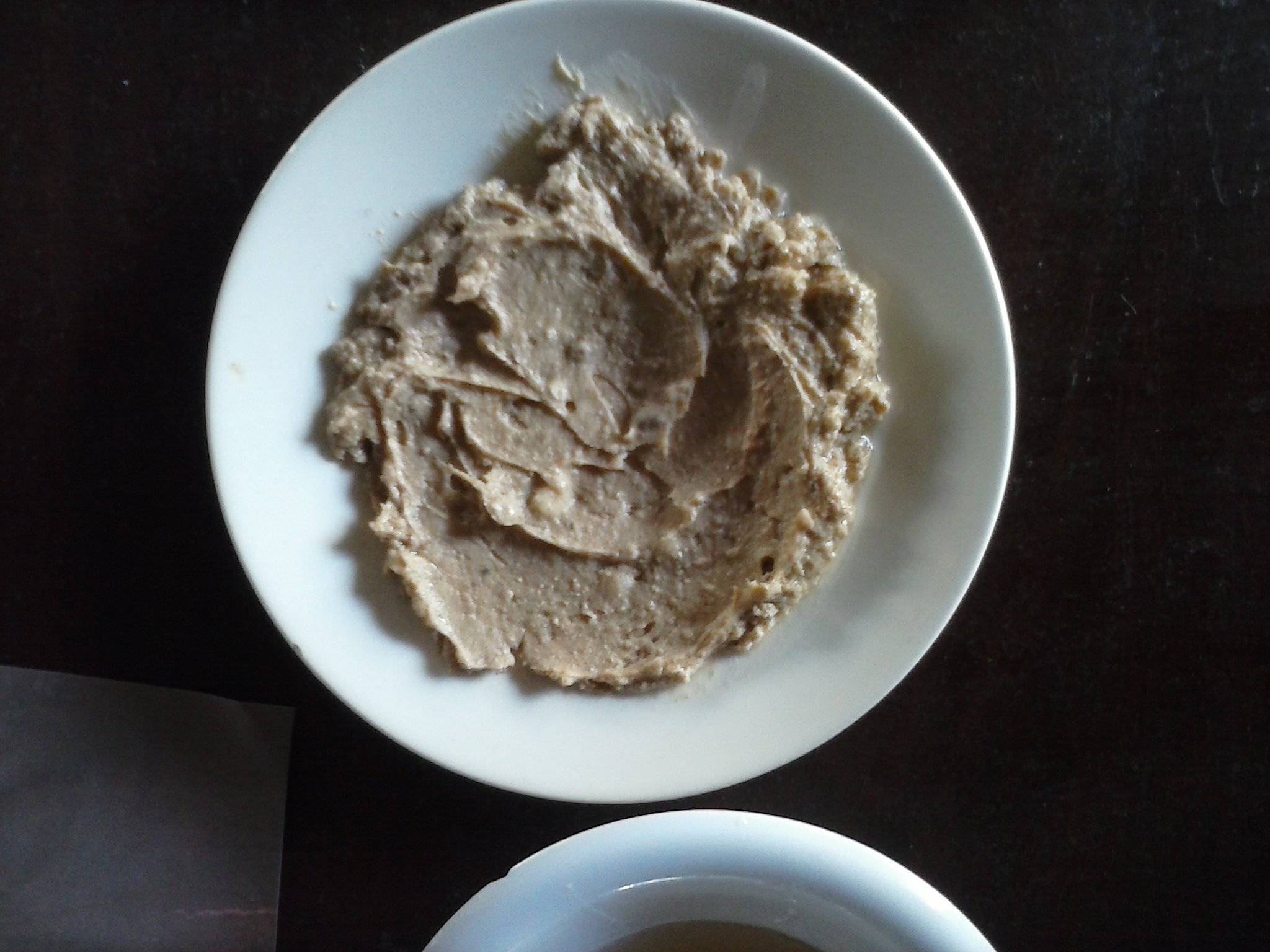
Mish, queso fermentado, es un alimento tradicional en Egipto.

El queso se sirve a menudo con el desayuno en Egipto, junto con pan, mermeladas y aceitunas. Se pueden comer varios tipos de quesos blancos y blandos (categóricamente llamados gebna bēḍa) y gebna rūmi en fish fīno, una pequeña baguette, o con bish baladi, un pan plano que forma la columna vertebral de la cocina egipcia.
Los quesos blancos y los mish también se sirven a menudo al comienzo de una comida de varios platos junto con varios aperitivos, o muqabilat, y pan. Fiteer es una pasta filo escamosa con un relleno o cobertura que puede incluir queso blanco y pimientos, carne molida, huevo, cebolla y aceitunas. El sambusak es un hojaldre que puede rellenarse con queso, carne o espinacas. Qatayef, un postre comúnmente servido durante el mes de Ramadán, es de origen fatimí. A menudo es preparado por vendedores ambulantes en Egipto. Los Qatayef son panqueques rellenos de nueces o queso blando, fritos y cubiertos con almíbar. En Egipto, Ibn al-Qata'if, o «hijo del fabricante de panqueques», es el nombre de una familia judía egipcia.

## Variedades de quesos
| Castellano | Árabe    | Descripción |
| Areesh     | قريش     | Un tipo de queso blanco, suave y láctico hecho de laban rayeb. |
| Baramily   | براميلى  | Un tipo de queso blanco envejecido en barriles, el nombre se traduce como queso de barril en inglés. |
| Domiati    | دمياطى   | Un queso blanco suave generalmente hecho de leche de vaca o búfalo. Se sala, se calienta, se coagula con cuajo y luego se coloca en moldes de madera donde se drena el suero durante tres días. El queso se puede comer fresco o almacenado en suero de leche salado hasta por ocho meses, y luego se madura en salmuera. El queso Domiati representa aproximadamente tres cuartas partes del queso hecho y consumido en Egipto. El queso toma su nombre de la ciudad de Damietta y se cree que se elaboró ya en 332 AC. |
| Halumi     | حلومى    | Similar al halloumi chipriota, pero un queso diferente. Se puede comer fresco o en salmuera y condimentado. El nombre proviene de la palabra copta para queso, «halum«. |
| Istanboly  | اسطنبولى | Un tipo de queso blanco elaborado con leche de vaca o búfalo, similar al queso feta. |
| Mish       | مش       | Un producto picante y salado elaborado mediante fermentación de queso durante varios meses en suero de leche salado. Es una parte importante de la dieta de los agricultores. Mish a menudo se hace en casa con queso areesh. Los productos similares a la mish se fabrican comercialmente a partir de diferentes tipos de queso egipcio, como domiati o rumi, con diferentes edades. |
| Rumi       | رومى     | Una variedad de quesos duros, con maduración bacteriana. Pertenece a la misma familia que Pecorino Romano y Manchego. [30] Es salado, con una textura quebradiza y se vende en diferentes etapas de envejecimiento. |